# زوما للصحافة
زوما للصحافة هي وكالة أنباء صحفية مستقلة تأسست عام 1993 بواسطة المصور الصحفي سكوت ماكيرنان، مع موظفين عالميين يزيد عددهم عن 50، وتغطي أكثر من 100 خبر، وأخبار الرياضة، وأحداث الترفيه في جميع أنحاء العالم.
يمثل الوكالة أكثر من 2100 مصور بالإضافة إلى مجموعة تضم أكثر من 100 صحيفة في جميع أنحاء العالم بما في ذلك ديلي ميل، وإل يونيفرسال، وديلي تلغراف، وتورونتو ستار، ولوس أنجلوس ديلي نيوز، وسان أنطونيو إكسبريس نيوز، وتامبا باي تاميز، وبالم بيتش بوست. كما تقوم الشركة بتمثيل وكالات الصور مثل وكالة الأنباء الألمانية، وإفي، والوكالة الأوروبية للصور الصحفية، وغاما.
حصلت الشركة، ومصوريها الفوتوغرافيين ومجلة دوبل تراك، على جوائز عِدة منها صورة العام الدولية، وجائزة جمعية مصوري الصحافة الوطنية؛ وجائزة بوليتزر.
يقع مقر شركة زوما في سان كليمنتي بكاليفورنيا، مع مكاتب رئيسية في هوليوود ولندن ونيويورك، وكذلك في أماكن أخرى في جميع أنحاء العالم.

## روابط خارجية
- الموقع الرسمي